# Andrea Brustolon

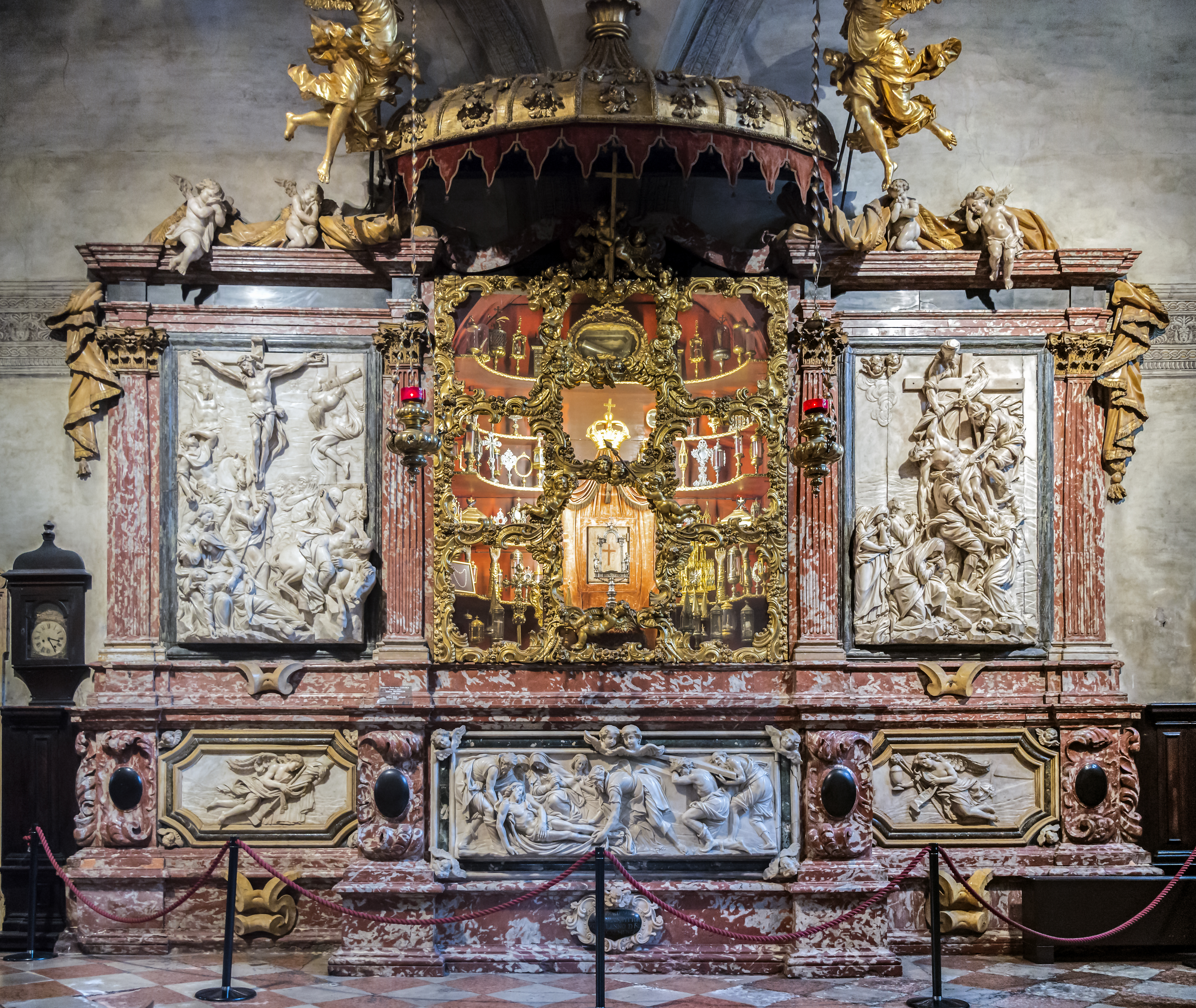
Santa Maria Gloriosa dei Frari, autel des reliques.

Andrea Brustolon (Belluno, 20 juillet 1662 – Belluno, 25 octobre 1732 est un sculpteur sur bois italien, protagoniste du baroque vénitien.

## Biographie
Andrea Brustolon nait le 20 juillet 1662 à Belluno de parents originaires du Val di Zoldo. On ne sait pas exactement de qui il a appris les rudiments de la sculpture ; jusqu'à récemment, on pensait que son premier professeur était son père Giacomo, mais à l'occasion d'une grande exposition organisée du 28 mars au 12 juillet 2009 au siège du Palazzo Crepadona à Belluno, qui lui était dédiée, il s'est avéré qu'en fait son père était tailleur.
En 1677, il s'installe à Venise où il se forme à l'école du Génois Filippo Parodi. On suppose qu'il séjourne plus tard à Rome pour étudier les œuvres romaines et Le Bernin : l'hypothèse de ce voyage repose sur le fait que l'artiste a créé une petite sculpture en bois représentant Marc Aurèle, mais cela ne suffit évidemment pas à confirmer son séjour à Rome, puisqu'il aurait pu s'inspirer des dessins d'autres personnes.
De retour à Venise, il se consacre à la production de meubles en bois. Ses nobles mécènes sont nombreux, dont les Correr et la famille Pisani ;  les Venier figurent parmi ses plus grands commanditaires, pour qui il crée des vases, des fauteuils et divers objets d'ameublement. Certaines de ces œuvres sont aujourd’hui exposées au Ca' Rezzonico à Venise, ou appartiennent à des collections privées anglaises. Pour l'église, il réalise  des sculptures en bois, souvent dorées, aujourd'hui conservées dans la basilique Santa Maria Gloriosa dei Frari, l'église de la Pietà et l'église de la Fava.
Vers 1720, il retourne dans sa ville natale et y ouvre un atelier, trouvant de nombreux imitateurs parmi les artistes de la région de Belluno. Les œuvres de cette période, principalement à thème religieux, comme des autels en bois, sont commandées par tous les principaux centres religieux de la province et sont encore présentes aujourd'hui à Belluno, Feltre, Val di Zoldo, Comelico, Conca dell'Alpago et 'Agordino. 
Il est enterré à Belluno, dans l'église San Pietro ; sa tombe a été perdue lors de rénovations effectuées en 1831. 
Sa maison, un bâtiment du XVe siècle, qui s'élève au-dessus d'un petit portique, est située à Belluno via Mezzaterra près de l'allée menant à l'église voisine San Pietro. En 1891, une plaque a été placée sur le mur nord, qui rappelle que  l'artiste y est né et y est mort.

## Production artistique

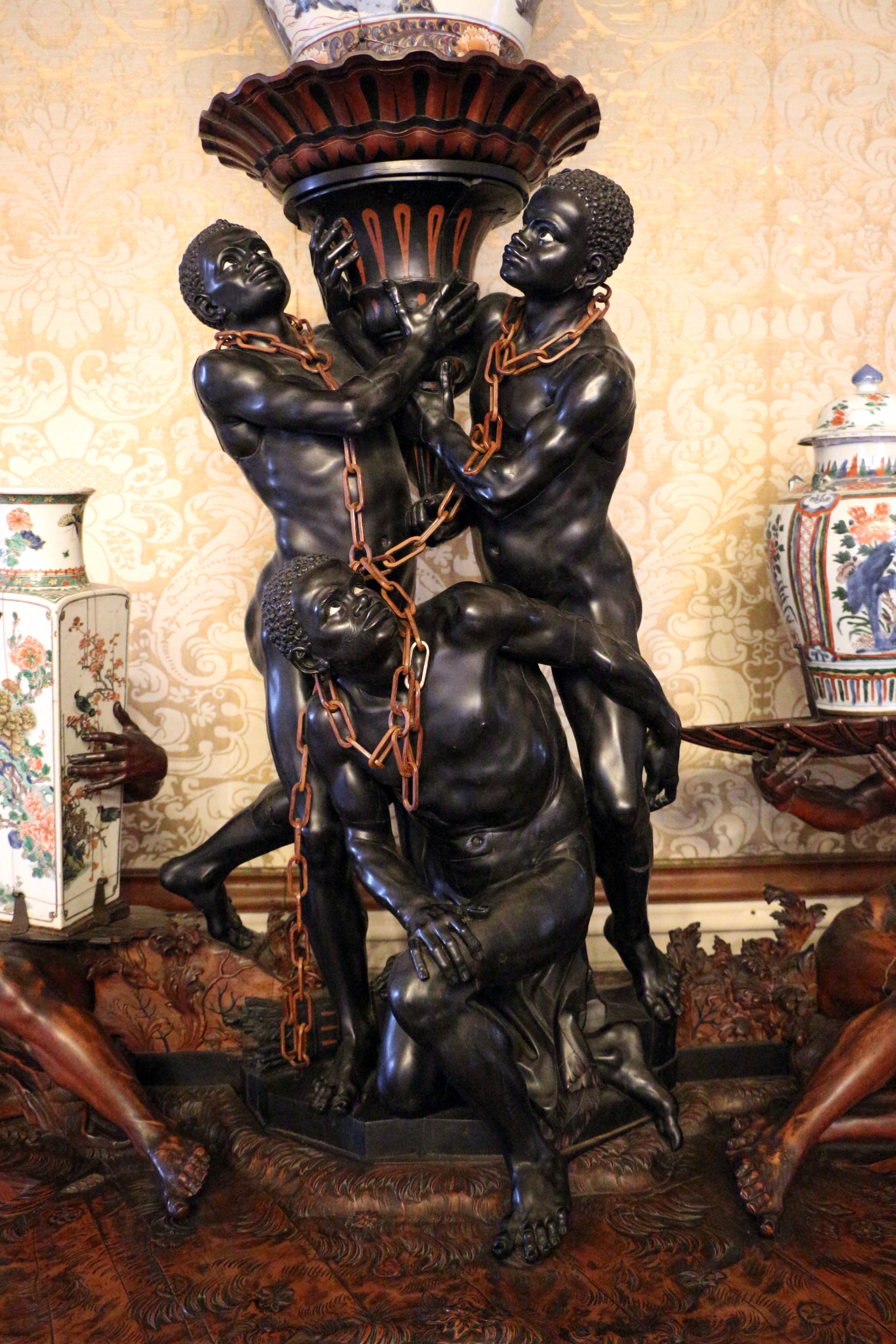
Console pour vases (vers 1700-06) au Ca 'Rezzonico, Venise.

De 1690 à 1700 environ, Andrea Brustolon participe à la création de la dite fornitura Venier, composée de chaises hautes de parade et d'angelots et de porte-vases allégoriques. Toutes les pièces de la fornitura sont d'excellente facture, tant pour la recherche méticuleuse et le rendu des détails, que pour la préciosité des bois, certains éléments étant en ébène, et pour l'habileté avec laquelle les peintures sont appliquées.
En 1711, Andrea Brustolon crée deux anges en bois doré pour la basilique Santa Maria Gloriosa dei Frari, où ils sont conservés dans la sacristie comme porte-lampes pour un reliquaire grandiose. Ces sculptures mesurent environ deux mètres de haut, et malheureusement ne sont pas dans un bon état de conservation : les anges sont en effet mutilés par la plupart des doigts et la dorure a noirci avec le temps. Les sujets ont été immortalisés en vol, avec leurs ailes déployées et leurs robes légères soufflant au vent ; leurs cheveux flottants sont réalisés avec élégance.
Dans l'église San Pietro in Belluno se trouvent deux retables en bois très précieux, réalisés par l'artiste de Belluno dans les dernières années de sa vie : la Mort de saint François Xavier et la Crucifixion. Les deux œuvres n'étaient pas destinées à l'église dans laquelle elles se trouvent aujourd'hui, mais à l'église jésuite Sant'Ignazio (ce n'est pas pour rien que le sujet de l'une des deux œuvres est l'un des fondateurs de l'ordre des Jésuites) ; en 1806 un décret de Napoléon Ier supprime cette église, les œuvres sont transportées à San Pietro. La Mort de saint François Xavier a été commandée par la noble famille Miari et a été signée par l'artiste avec les mots « AB sculp. MDCCXXIII ». Il montre le saint mourant, représenté en bas à gauche, abrité dans une pauvre cabane près de la mer ; une légende raconte que saint Xavier, avant de mourir, calma une tempête en traçant une croix dans l'eau de mer avec son bâton et que plus tard, un crabe avec une croix gravée dans sa carapace sortit des flots, crabe lui aussi représenté dans le retable en bas à droite. Les autres personnages sont saint Joseph, représenté en position plus ou moins centrale sur un nuage soutenu par trois jolis petits anges, et la Vierge à l'Enfant, figures qui dominent la scène d'en haut, avec une débauche de nuages et de petits anges. Sous la figure de saint Joseph se trouvent les trois fils de Miari avec les armoiries de leur famille.
La crucifixion, commandée par la famille Benetti, se développe autour du Christ mort, exemple du style de Brustolon, avec la tête inclinée d'un côté et recouverte d'une coiffe à plis ; dans la partie inférieure se détachent les figures douloureuses de la Madone, de saint Jean et de trois autres femmes, tandis que la partie supérieure est dominée par un cercle de nuages et d'anges en larmes. Les personnages de la partie supérieure sont à peine en relief et peints, tandis que ceux du bas semblent presque en ronde-bosse.
L'une des œuvres les plus remarquables de Brustolon est certainement celle représentant Tityos, réalisée en bois de pin entre 1722 et 1727 et conservée, avec les cinq autres sculptures allégoriques connues sous le nom d'Allegorie Piloni (dont elle fait partie), à Asolo à la Fondation Coin. Le sujet est inspiré de la mythologie grecque et représente le fils de Zeus qui, après avoir été tué et être arrivé dans le Tartare, est puni par des vautours et des serpents qui dévorent son foie. La sculpture est montée sur un piédestal, dans lequel se dresse un monstre à sept têtes, et s'élève à une hauteur de 2,40 mètres. Le personnage est représenté dans une pose et avec une expression troublante, la bouche déformée par une grimace. La musculature, les veines et les nerfs sont rendus avec la méticulosité typique de Brustolon : Tityos semble être fier de montrer sa douleur.

## Postérité
À Rome, la salle du palais du Quirinal où étaient conservées les 12 chaises représentant les signes du zodiaque, s'appelle encore Sala del Brustolon, actuellement déplacée dans la Sala dello Zodiaco.
Honoré de Balzac, dans le roman Le Cousin Pons, définit Andrea Brustolon comme « le Michel-Ange du bois ».